# Stol Rex
Stol Rex (sicer del kolekcije Rex Kralj) je eden najbolj znanih izdelkov slovenskega industrijskega oblikovanja. 
Leta 1952 ga je oblikoval in zasnoval arhitekt in oblikovalec Niko Kralj, ki je bil tedaj vodja Stolove razvojne službe. Prof. Kralja uvrščajo med svetovne industrijske oblikovalske legende, kot so Charles in Ray Eames ter Alvar Aalto.
Rex je bil prvi stol v Sloveniji, oblikovan za množično proizvodnjo, izdelan v tehnologiji stiskane, luknjane vezane plošče. Postal je zgled ergonomsko in funkcionalno brezhibnega izdelka, ter kultni predmet dizajnersko osveščenih posameznikov po vsem svetu. Do danes so izdelali več kot 2 milijona stolov. 
Stol Rex je vključen v zbirko Muzeja sodobne umetnosti MOMA v New Yorku, danskega muzeja oblikovanja (Designmuseum Danmark) in Museumsquartierja na Dunaju. Po izboru časnika Finance leta 1999 je stol Rex zasedel 2. mesto kot slovenski izdelek 20. stoletja. Ob 50-letnici razvoja je bila v ljubljanski Moderni galeriji razstava, ki je bila na ogled od 26. oktobra do 28. novembra 2004. 
Ekskluzivni imetnik pravic za proizvodnjo in distribucijo stola Rex je podjetje Impakta Les. 
Kolekcijo Rex sestavljajo še: fotelji Rex, gugalniki Rex, ležalniki Rex ter mize Rex.
Stol Rex izdelujejo v naslednjih barvah:
1. Natur
2. Bela
3. Črna
4. Zelena
5. Oranžna
6. Temno rjava

## Dizajnerski razvoj Stola Rex

### Osnovni modeli Stola Rex
1. Model 120 (1953) so letve iz vezanega lesa, ki so jih nadomestili s perforirano prostorsko zavito vezano ploščo. Odpadli sta krajni konstruktivni prečki ob sprednjem robu sedeža in na vrhu hrbtišča, zamenjala pa sta ju nalepka. Opirali za roke sta iz krivljenega lesa.
2. Model 101 (1954) je različica stola Rex 120 brez naslonov za roke. Opustitev ročnih naslonov je negativno vplivala na konstrukcijsko trdnost, zato sta zaradi ojačitve dodani dve prečni vezi med zadnjima nogama.
3. Model 6564 (1956) je najbolj znan stol iz družine Rex, ki ga izdelujejo še danes, kot nizki fotelj, namenjen za pokrite prostore. Izdelovali so ga v različnih izvedbah glede na namen – klubski, visoki, dvorski. Rex 5654, ki je zložljiva različica modela 120, je bil leta 1958 patentiran kot posebna izvedba zložljivega fotelja. Vsi elementi stola so vzajemno povezani.
4. Model 140 ima hrbtni naslon povezan s sprednjima nogama, ki se v srednjem delu stikata s poševnima zadnjima nogama. Višina   hrbtnega naslona je enaka kot pri klasičnem stolu Rex, le da je tu hrbtišče polno le v zgornji polovici.
5. Model 5652 je jedilniški sklopni stol z višjim in krajšim sediščem ter z bolj navpično postavljenimi nogami, kot jih ima model 5654.
6. Restavracijski stol ima perforirano sedišče in hrbtišče, ravno postavljene noge in rahlo nagnjen naslon. Primeren je za nalaganje.
7. V programu Rex so bili še klubske mizice, ležalniki in gugalniki (model 5655).

### Razvojne faze Stola REX
- Prvi model (1952). Stol je v celoti lesen. Sestavljen je iz usločenih letev iz vezanega lesa, pritrjenih na masivni bukov okvir, s pravokotnim profilom. Ročna naslona iz masivnega lesa in s porezkano okroglino na sprednjem delu sta statično povezana s poševnima zadnjima nogama.
- Drugi model. Konci upognjenih letvic so vsajeni v obrobne prečke sedišča in hrbtišča, s čimer so se izognili uporabi vidnih lesenih vijakov na sprednji strani. K večji udobnosti prispeva oblikovana sedežna prečka.
- Tretji model. Sedišče in hrbtišče tvorita prečne, v kalupu oblikovane letvice. S tem so se izognili problematični ostri krivini med sediščem in hrbtiščem ter skrajšali dolžino posameznih palic. Sedišče in hrbtišče sta usločena po obliki telesa. Zadnji nogi se nadaljujeta v ročni naslon. Izvedba tega elementa zahteva kakovosten les ob precejšnjem odpadku. Stol je montažen in spojen z matičnimi vijaki.
- Četrti model. Sedišče in hrbtni naslon sta enaka kot pri tretjem modelu. Ročni naslon, sprednja in zadnja noga so v enem kosu. Element je iz furnirjev, oblikovanih v kalupu, in z ojačitvami iz masivnega lesa.
- Peti model. Sedišče in hrbtni naslon sta enaka kot pri tretjem modelu. Sprednja in zadnja noga se stikata v zgornjem delu in poševno razmikata navzdol. Na podporo v obliki črke A je na zgornji del pritrjen pravokotno zakrivljen ročni naslon iz vezanega lesa, ki s spojem na hrbtišču dodatno ojačuje konstrukcijo stola.
- Šesti model (1953). V stranski element je vstavljena perforirana, prostorsko upognjena vezana plošča, oblikovana po obliki telesa. Plošča je vstavljena med dve stranski prečki. Zveza plošče z letvami je izvedena na čep in utor. Krajni prečki ob sprednjem robu sedišča in zgornjem robu hrbtišča sta zamenjani z nalepkom.